# La Pierre de l'adieu
La Pierre de l'adieu est le quatrième des huit tomes (en version française) qui composent la saga L'Arcane des épées. Il a été écrit par l'écrivain américain Tad Williams. Il est paru en 1990 aux États-Unis, et 1997 en France aux éditions Payot & Rivages.
En effet, la version américaine, Stone of Farewell, a été partagée en deux par l'éditeur et est donc devenu La Route des rêves. Cette version elle-même a été découpée en deux : La Maison de l'ancêtre et La Pierre de l'adieu. 
Il a été traduit de l'américain par Jacques Collin.

## Résumé du tome précédent
Après le terrible combat contre Igjarjuk, le dragon blanc, Simon se réveille auprès de Jiriki et Haestan, dans une cité qanuqe.
Il se rend alors compte que deux de ses amis, Sludig le guerrier Rimmersleute ainsi que Binabik le Troll, sont retenus prisonniers et bientôt jugés par les Qanuqes. Binabik est accusé d'avoir trahi son vœu de mariage avec Sisqi, la fille du roi Troll, mais aussi d'avoir abandonné ses obligations envers son peuple.
Après avoir trouvé la preuve de leur innocence dans le bureau du maître de Binabik, le groupe, accompagné de Sisqi et de quelques autres Trolls, est autorisé à rejoindre le prince Josua pour lui remettre Epine, l'épée noire. Pendant la descente des montagnes, Simon parcourera pour la première fois la Route des Rêve grâce au miroir que lui a offert le Sithi Jiriki. Il y rencontre Amerasu, la matriarche Sithi, mais aussi Utuk'ku, la reine des Norns, cousins des Sithis.
Pendant ce temps, Naglimund, le bastion de Josua, subit les assauts de l'armée du roi de l'orage, Ineluki, et de celle de son pantin le roi Elias. Mais quand les Norns et les Géants du dieu mort-vivant pénètrent la ville, le prince et les quelques survivants de son peuple fuient dans la sombre et immense forêt d'Aldhéorte. Ils y rencontrent Géloé et Leleth la petite fille sauvée par Simon. La sorcière les guidera alors vers leur nouveau point de rendez-vous avec Simon: la pierre de l'adieu.
Miriamélé, de son côté, retrouve le prêtre Dinivan, un ami qui fait aussi partie de la Ligue du Parchemin. Elle lui demande alors d'être son porte-parole auprès de l'Église afin de la mettre en garde contre son père, le roi Elias.
Maegwin, après avoir conduit les Hernystiris vers les profondes cavernes du Grianspog, découvre les Dwarrows. Ce sont, à l'instar des Norns, des "cousins" des immortels Sithis. Ils expliquent alors à la jeune femme que Minneyar, la troisième épée que recherche Josua se trouve dans la tombe de l'ancien roi, Jean Presbytère. Elle envoie donc le comte Eolair, avec les plans des sous-sol de la forteresse du Hayholt, rejoindre Josua.
Après une longue et rude descente, Simon, Binabik et Sludig se séparent de Sisqi et ses Trolls pour traverser le désert de neige qui les mènera vers la pierre de l'adieu. Sur leur route, ils rencontrent Skodi et tout un groupe de jeunes enfants qui vivent dans une ancienne abbaye. Skodi, après les avoir drogués, fait appel au roi de l'orage pour lui annoncer qu'elle détient Epine.